# Olšanský potok (přítok Klejnárky)
Olšanský potok je levostranným přítokem řeky Klejnárky v okrese Kutná Hora ve Středočeském kraji. Délka toku činí 8,7 km. Plocha povodí měří 16,1 km².

## Průběh toku
Pramení v několika místech v lese severně od vsi Lomec v okrese Kutná Hora. Teče převážně severovýchodním směrem. Protéká Novou Lhotou, Olšany, Pucheří a Třebešicemi. Před Třebešicemi se do něj zprava vlévá Souňovský potok. Jižně od Netřeby se vlévá do Klejnárky na jejím 12,9 říčním kilometru.